# Tên lửa đẩy hạng siêu nặng

Hình ảnh so sánh các tên lửa hạng siêu nặng

Tên lửa đẩy hạng siêu nặng có khả năng đưa trên 50 tấn (NASA) hay 100 tấn (Nga) đến quỹ đạo Trái Đất tầm thấp. Đây là hạng tên lửa không gian cao nhất, với cấp thấp hơn là hạng nặng.
| Tên lửa             | Cơ quan               | Quốc gia   | Tải đến quỹ đạo tầm thấp |
| ------------------- | --------------------- | ---------- | ------------------------ |
| Saturn V            | NASA                  | Hoa Kỳ     | 140 tấn                  |
| N1                  | OKB-1                 | Liên Xô    | 65 tấn                   |
| Energia             | NPO Energia           | Liên Xô    | 100 tấn                  |
| Falcon Heavy        | SpaceX                | Hoa Kỳ     | 63,8 tấn                 |
| Falcon Heavy        | SpaceX                | Hoa Kỳ     | 57 tấn                   |
| Starship            | SpaceX                | Hoa Kỳ     | 150 tấn                  |
| Space Launch System | NASA                  | Hoa Kỳ     | 95 tấn                   |
| Space Launch System | NASA                  | Hoa Kỳ     | 105 tấn                  |
| Space Launch System | NASA                  | Hoa Kỳ     | 130 tấn                  |
| Trường Chinh 5DY    | Cục Vũ trụ Trung Quốc | Trung Quốc | 70 tấn                   |
| Trường Chinh 9      | Cục Vũ trụ Trung Quốc | Trung Quốc | 140 tấn                  |
| Yenisei             | Trung tâm Progress    | Nga        | 103 tấn                  |
| Yenisei             | Trung tâm Progress    | Nga        | 130 tấn                  |